# جاك راند
جاك راند (بالإنجليزية: Jack Rand)‏ (19 يونيو 1902 في المملكة المتحدة - 1970) هو لاعب كرة قدم بريطاني (وحمل سابقاً جنسية المملكة المتحدة لبريطانيا العظمى وأيرلندا) في مركز مهاجم داخلي. لعب مع نادي إيفرتون ونادي واتفورد ونادي سكاربورو وCockfield F.C. ‏ وTunbridge Wells F.C. ‏ ودارلينجتون إف سى.